# Безпальчев Федір Васильович
Фе́дір Васи́льович Безпа́льчев (5 березня 1824, Перехрестівка, Роменський повіт — 9 жовтня 1897, там само) — меценат і громадський діяч. У 1869—1883 роках — предводитель дворянства Роменського повіту, в 1870-х — на початку 1880-х років — голова Роменської повітової управи.

## Життєпис
Федір Васильович Безпальчев народився 5 березня 1824 року в селі Перехрестівка у родині дворян.
1837 року вступив до Інституті корпусу інженерів шляхів сполучення у Санкт-Петербурзі, після закінчення якого отримав чин інженера-поручника. З 1848 року працював у загальному архіві Морського міністерства Російської імперії.
Згодом повернувся до свого маєтку у селі Перехрестівка, де вів активну господарську та культурну діяльність. Протягом 1869—1883 роках був предводителем дворянства Роменського повіту. У 1878—1886 роках очолював Роменську повітову управу. Приблизно у шістдесятирічному віці став дійсним статським радником, а також мировим суддею по Роменській мировій суддівській окрузі. З 1884 року і до кінця життя Безпальчев обіймав посаду голови ради Роменської громадської бібліотеки.
Як благодійник став одним із фундаторів і попечителів Роменської жіночої гімназії та попечителем Роменського реального училища, головував на повітовій училищній раді.
За благодійницьку діяльність у 1891 році нагороджений Орденом Святого Станіслава II ступеня.
Помер 9 жовтня 1897 року. Похований у рідному селі Перехрестівка.

## Родина
- Дід — Федір Іванович Безпальчев, громадський діяч, титулярний радник;
- Батько — Василь Безпальчев, штабскапітан Російської армії;
- Мати — Марія Безпальчева (Смирна);
- Дружина — Софія Олександрівна Безпальчева (Бехлій);
- Син — Іван Федорович Безпальчев, меценат, громадський діяч;
- Дочка — Віра Федорівна Безпальчева, художниця, скульпторка.

## Вшанування
2022 року в селі Перехрестівка Роменської міської громади перейменували вулицю на честь Федора Безпальчева.